# Bagatelle (Band)
Bagatelle war eine irische Pop-Rock-Band.

## Geschichte
Die Band wurde 1978 aus Mitgliedern der Showband Boulder Band gegründet. Nach kurzer Zeit stieß der Singer-Songwriter Liam Reilly hinzu, der dann als singender Keyboarder als Frontmann fungierte. 1980 erschien das Debütalbum beim Label Polydor. Die Live-Auftritte fanden überwiegend in Irland statt. Ende der 1980er Jahre wurde die Band für einige Jahre inaktiv, da Sänger Liam Reilly eine Solokarriere anstrebte. Er nahm am Eurovision Song Contest 1990 teil, erreichte dort den 2. Platz und veröffentlichte ein Album. 1992 wurde jedoch Bagatelle wieder formiert und blieb in Irland als Liveband aktiv. 
2019 starb Gitarrist John O’Brien, 2021 der Sänger Liam Reilly.

## Diskografie (Auswahl)
Alben
- 1980: Bagatelle
- 1981: Bagatelle
- 1982: Are We Keeping You Up?
- 1987: Cry Away the Night

Kompilationen
- 1985: Bagatelle Gold
- 2004: 25th Anniversary Collection
- 2008: 30th Anniversary Collection
- 2009: The Best of